# Myospila subbruma
Myospila subbruma este o specie de muște din genul Myospila, familia Muscidae, descrisă de Feng în anul 2003. Conform Catalogue of Life specia Myospila subbruma nu are subspecii cunoscute.